# Nordkapare
Nordkaparen (Eubalaena glacialis) är en upp till 18 m lång art inom rätvalar som lever på norra halvklotet i kalla och tempererade hav.

## Kännetecken
Vanligtvis är nordkaparen mellan 13 och 16 m lång men det har också observerats individer som varit större. Valen har en vikt som ligger mellan 55 och 95 ton. Som för alla andra rätvalar saknas en ryggfena. Färgen är egentligen svart. De vita fläckar som man ser på kroppen är olika slags parasiter, t.ex. vallöss och kräftdjur. Särskilt många parasiter finns på pannan. Dessa stora fläckar liknar en vit mössa. Fyrtio procent av valens vikt är tran. Ingen annan valart har så hög andel tran. Både i övre och nedre käken finns omkring 300 barder.
Nordkapare simmar mycket långsamt, ungefär 8 kilometer per timme. Med barderna sållar den födan, kräftdjur och mindre fiskar, ur vattnet.
Individerna vistas under vintern i varmare havsområden, till exempel framför North Carolinas kustlinje, och de vandrar före sommaren norrut. Exemplaren simmar ensamma, i par eller i mindre grupper med upp till 12 medlemmar. Ibland söker nordkaparen närheten av andra valar. Honor föder vart tredje eller vart fjärde år en unge efter dräktigheten som varar i 12 månader. Ungen är vid födelsen 4,5 till 6 meter lång. Parningen sker mellan december och mars. Hanar och honor blir könsmogna efter 5 till 10 år när de är cirka 15 meter långa.
Några zoologer betraktar nordkaparen och sydkaparen som en och samma art. Enligt nyaste genetiska undersökningar representerar nordkapare som lever i Stilla havet en särskild art - stillahavsnordkapare (Eubalaena japonica).

## Utrotningshotad
Tidigare samlades grupper på mer än hundra djur under vandringen. Idag är arten så sällsynt att det endast finns mycket små flockar.
Nordkapare tillhör de valarter som valjägare först inriktade sig på. Redan under 1500-talet blev många tusen nordkapare dödade. Till en början pågick jakten i Atlanten vid europeiska kuster. Baskerna var under denna period det ledande landet inom valjakten. Men när jakten spred sig i världen, påbjöd traditionen att man i fören av varje båt, skulle ha en baskisk harpunerare. När beståndet i Atlanten var uttömt flyttade jägarna till Grönland och Labradorhalvön och jagade där. Till slut fortsatte jakten också i Stilla havet.
Det fanns många faktorer som ledde till att Nordkaparen blev den valart som först blev drabbad av människans jakt. Till att börja med var den en kustlevande art. Den hade även förmågan att flyta efter man hade dödat den.
Från de förmodligen 100 000 individer, som levde innan den stora jakten, finns idag bara 300 kvar. I motsats till andra valar har inte beståndet av nordkapare efter genomförandet av skyddsåtgärder återhämtat sig. Varför är ännu så länge okänt.